# ゴンサロ・コジャオ
ゴンサロ・アントニオ・コジャオ・ビジェガス（Gonzalo Antonio Collao Villegas , 1997年9月9日 - ）は、チリ・コキンボ州コキンボ出身のサッカー選手。NKイストラ1961所属。ポジションはGK。

## クラブ経歴
2016年にウニベルシダ・デ・チレのトップチームに昇格するも、2シーズンはベンチ入りにとどまり、2018年シーズンにCDコブレロアへローン移籍。2月5日のCDコブレサルでプロデビューし、1-0の完封勝利でデビュー戦を飾った。同シーズンは8試合で先発出場。2019年シーズンにウニベルシダに復帰するも、再びベンチ入りにとどまる。
2019年8月26日、エストレマドゥーラUDと契約したことが発表された。
2021年7月10日、NKイストラ1961に3年契約で移籍した。

## チリ代表
2017年にエクアドルで開催された2017 南米ユース選手権に、U-20のチリ代表として出場。2018年5月にフル代表初招集。同月31日のルーマニア戦でフル代表デビューを果たすも、試合は2-3で敗れた。